# 550 (szám)
Az 550 (római számmal: DL) egy természetes szám.

## A szám a matematikában
A tízes számrendszerbeli 550-es a kettes számrendszerben 1000100110, a nyolcas számrendszerben 1046, a tizenhatos számrendszerben 226 alakban írható fel.
Az 550 páros szám, összetett szám, kanonikus alakban a 21 · 52 · 111 szorzattal, normálalakban az 5,5 · 102 szorzattal írható fel. Tizenkettő osztója van a természetes számok halmazán, ezek növekvő sorrendben: 1, 2, 5, 10, 11, 22, 25, 50, 55, 110, 275 és 550.
Tizennégyszögszám. Ötszögalapú piramisszám.
Az 550 négyzete 302 500, köbe 166 375 000, négyzetgyöke 23,45208, köbgyöke 8,19321, reciproka 0,0018182. Az 550 egység sugarú kör kerülete 3455,75192 egység, területe 950 331,77771 területegység; az 550 egység sugarú gömb térfogata 696 909 970,3 térfogategység.